# Georgij Borisovič Ščukin
Georgij Borisovič Ščukin (in russo Гео́ргий Бори́сович Щу́кин?; Mosca, 23 ottobre 1925 – 17 agosto 1983) è stato un regista sovietico.

## Filmografia parziale

### Regista
- Mesta tut tichie (1967)
- Kot v meške (1978)